# 天王镇 (宝鸡市)
天王镇，是中华人民共和国陕西省宝鸡市陈仓区下辖的一个乡镇级行政单位。

## 行政区划
天王镇下辖以下地区：
天王村、光明村、毛家沟村、杨家村、八庙村、孙李沟村、曹家沟村、西尧村、胥家村、寨子村、王家堡村、伐鱼村、钓鱼台村、梁家台村、柏坡村、小塬村、杨家庄村、庙咀村、关尔下村、十二盘村和朱头坪村。